# Chaleo Yoovidhya
Chaleo Yoovidhya (thailändisch เฉลียว อยู่วิทยา, RTGS Chaliao Yuwitthaya, Aussprache: [t͡ɕʰàliǎw jùːwíttʰájaː]; * 17. August 1923 in Phetchaburi; † 17. März 2012 in Bangkok) war ein thailändischer Unternehmer und Milliardär.

## Werdegang
Chaleo war Eigentümer der Unternehmen T. C. Pharmaceuticals und T. C. Agrotrading, die beide den Energydrink Krating Daeng produzieren und 49 % an Red Bull halten, sowie zu 50 % Eigentümer des auf Ausländer spezialisierten Piyavate Hospital in Bangkok sind. Sein Sohn Chalerm Yoovidhya hält weitere 2 % an Red Bull, womit die Familie Yoovidhya eigenen Angaben zufolge die Mehrheit an dem österreichischen Unternehmen besitzt.
Auf der Forbes-Liste der Milliardäre rangierte Chaleo 2005 mit einem Vermögen von 2,2 Milliarden US-Dollar weltweit auf Platz 292. Nach seinem Tod führte Forbes die Familie Yoovidhya 2013 mit 7,8 Milliarden US-Dollar auf Platz vier der reichsten Thailänder.
Chaleo war zweimal verheiratet und hatte elf Kinder.

## Nachkommen
- Sohn Chalerm Yoovidhya (* 1950)
  - Enkel Vorayuth Yoovidhya (* 1985 (oder 1984, nach 3.9.))

Vorayuth Yoovidhya, Spitzname „Boss“, ist der älteste Sohn von Chalerm Yoovidhya. Er soll gemäß Quelle aus 2024 am frühen Morgen am 3. September 2012 27-jährig nach einer durchzechten Nacht alkoholisiert mit seinem Pkw, Marke Ferrari, mit einem Motorrad kollidiert sein. Der Motorradfahrer, ein Polizist, soll 100 Meter mitgeschleift worden sein und überlebte den Unfall nicht. Vorayuth Yoovidhya flüchtete, seine Familie zahlte der Familie des Unfallopfers 100.000 US-Dollar, wofür diese auf rechtliche Schritte verzichtete. 2017, erst fünf Jahre nach der tödlichen Kollision, erließ die thailändische Justiz einen Haftbefehl. Vorayuth Yoovidhya entzog sich gerichtlichen Vorladungen und flüchtete ins Ausland. 2020 wurden sämtliche Anklagen gegen Vorayuth Yoovidhya fallengelassen. Sein Aufenthaltsort ist unbekannt, mutmaßlich bereiste er London, Österreich und Dubai. Der letzte mögliche Anklagepunkt verjährt voraussichtlich im Jahr 2027.
In Bangkok wird nach Verfahrenseinstellungen gegen Vorayuth Yoovidhya auf öffentlichen Druck hin ranghohen Beamten wegen fahrlässiger Pflichtverletzung und Anstiftung zu rechtswidrigem Verhalten der Prozess gemacht.